# Potomac, Maryland

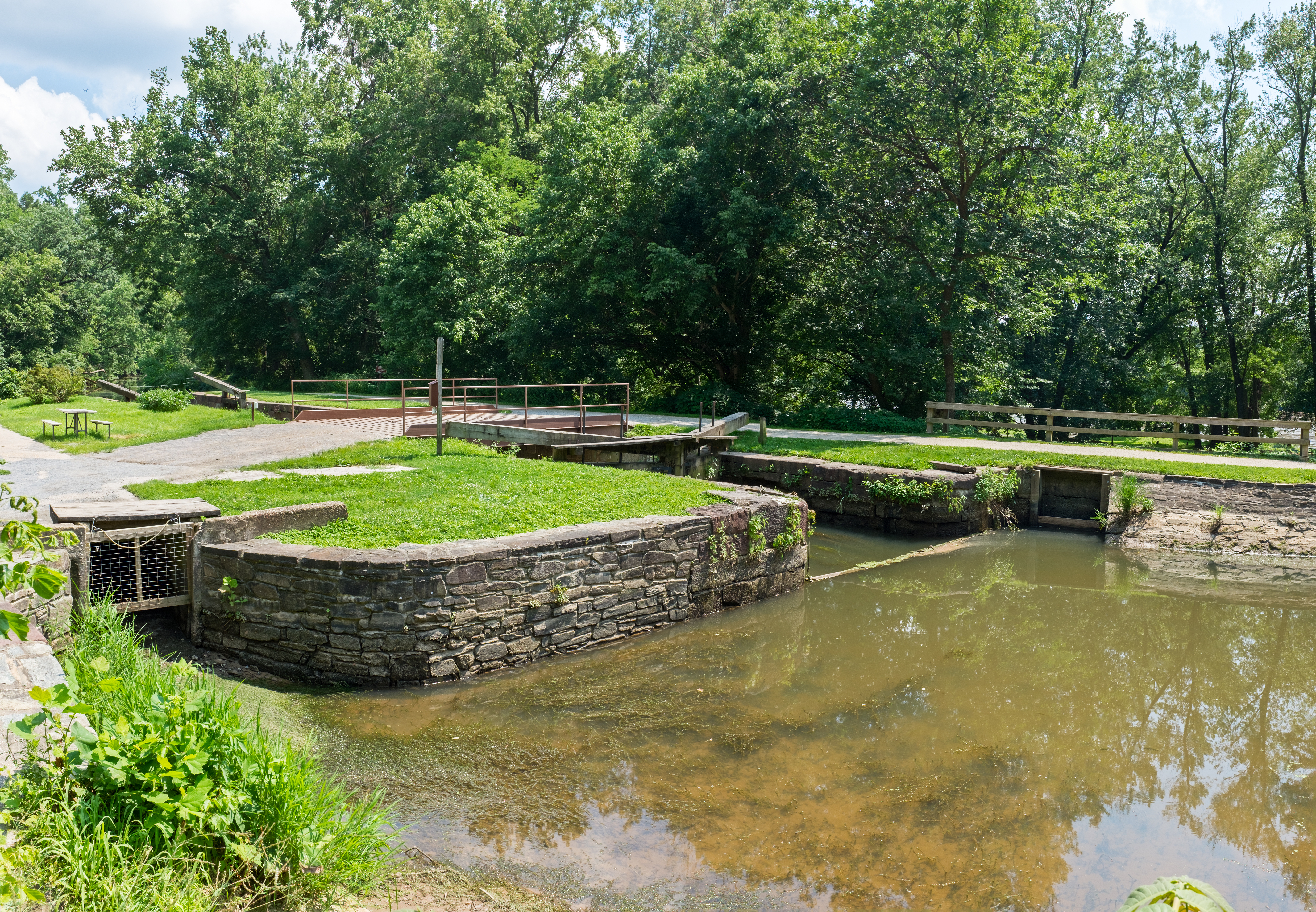
Swains sluss

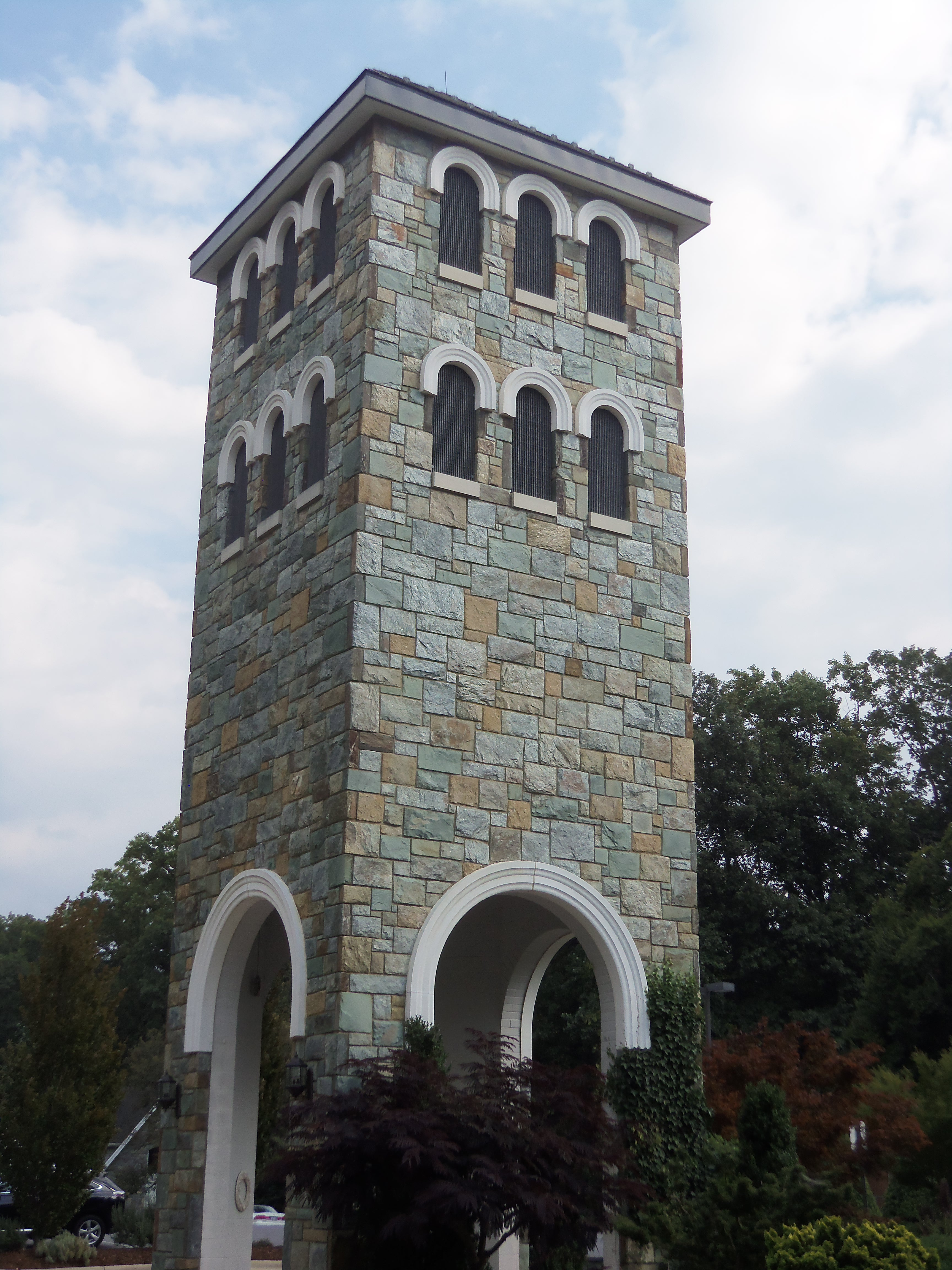
Our Lady of Mercy-kyrkan

Potomac är ett samhälle i Montgomery County i Maryland i USA, som har sitt namn efter den närbelägna floden Potomac. Det är inte en administrativ enhet, utan ett område definierat för statistiska ändamål, ett så kallat census-designated place. 
Potomac har idag karaktären av ett förmöget förortsområde till Washington D.C. Enligt Money var Potomac 2008 det sjunde rikaste stadsområdet i USA, med ett medianpris för enfamiljshus på 833.400 US dollar.
Det privata konstmuseet Glenstone Museum ligger i Potomac.

## Historik
Området, som låg vid Canazefolkets Tehogee Indian Trail, började bebyggas av vita inbyggare 1714. På 1820-talet uppfördes ett värdshus där, och vid Amerikanska inbördeskriget bodde där omkring 100 invånare, som betjänades av två dagligvarubutiker, en smedja och ett postkontor. Namnet Potomac används sedan 1881.
Samhället växte i början av 1900-talet. Från 1950-talet omvandlades Potomac från en landsbygd till en förortsmiljö.  
Potomacs centrala del är Potomac Village, som är en mindre samling av specialbutiker och kontorshus vid korsningen av Maryland State Highway 189 (Falls Road) och Maryland State Highway 190 (River Road).
År 2010 bodde 44.965 personer i Potomac i 16,093 hushåll. Folktätheten var 709 personer per km2.

## Befolkningsutveckling
- 1980: 40.401
- 1990: 45.634
- 2000: 46.255
- 2010: 44.965